# Saigon Joint Stock Commercial Bank
Saigon Joint Stock Commercial Bank ou Saigon Commercial Bank (SCB) est une banque vietnamienne.

## Histoire
En octobre 2022, Trương Mỹ Lan est arrêtée pour des malversations financières liées à SCB.
En avril 2024, le Viet Nam annonce renflouer via des prêts spéciaux la SCB à hauteur de 24 milliards de dollars.